# Ittys platycotis
Ittys platycotis är en stekelart som beskrevs av Dozier 1932. Ittys platycotis ingår i släktet Ittys och familjen hårstrimsteklar. Inga underarter finns listade i Catalogue of Life.